# Cimetière des Gonards
Le cimetière des Gonards a été ouvert en 1879 dans une propriété de 130 000 m2 à Versailles. Il abrite plus de douze mille tombes.

## Description
C'est un cimetière paysager, la partie haute étant aménagée en promenade et plantée d'arbres.
On peut y voir la chapelle Devos-Logie et Mirand-Devos, conçue par l'architecte Hector Guimard en 1894.
Il accueille des tombes de militaires, dont 534 tombes militaires allemandes datant des deux guerres mondiales, marquées par un monument et des stèles de grès rose.
Dans la partie haute s'élève un monument dédié à des défunts dont les corps sont restés dans des cimetières d'Afrique du Nord.
Le cimetière comprend un carré israélite (cantons « L sud » et « L ouest »).
Une partie fut réservée aux condamnés à mort, notamment Henri Désiré Landru et Eugène Weidmann.
Le cimetière est entretenu de façon écologique depuis 2009 par la ville de Versailles. Il a reçu le label éco-jardin en 2012.

## Personnalités inhumées
- Marc Allégret (1900-1973), réalisateur ;
- Abolhassan Bani Sadr (1933-2021), premier président de la république islamique d'Iran (division T) ;
- Louis Bernard (1864-1955), général de division ;
- Marie-Félix Blanc (1859-1882), princesse (division G) ;
- Louis Blériot (1872-1936), aviateur (division F) ;
- Pierre-Napoléon Bonaparte (1815-1881) (division G) ;
- Emmanuel Brouillard (1963-2008), écrivain ;
- Louise Bryant (1885-1936), auteur et journaliste américaine ;
- Louis Cartier (1875-1942), joaillier, horloger (division C) ;
- Louis-François Cartier (1819-1904), joaillier (division C) ;
- Jean-Louis Chancel (1899-1977), Compagnon de la Libération (division F) ;
- Jules Chancel (1867-1944), journaliste et dessinateur pour enfants (division F) ;
- Ludovic Chancel (1901-1976), diplomate (division F) ;
- Noël Copin (1929-2007), journaliste de télévision ;
- Roger Degueldre (1925-1962), lieutenant de parachutiste ;
- Eugène Deloncle (1890-1944), homme politique ;
- Hélène Dieudonné (1884-1980), actrice ;
- Charles Gonard (1921-2016), Compagnon de la Libération ;
- Louise Hervieu (1878-1954), écrivaine et dessinatrice ;
- Henri Désiré Landru (1869-1922), tueur en série et criminel français (concession reprise)[3] ;
- Louis Lépine (1846-1933), préfet de police (division G) ;
- Raimundo de Madrazo y Garreta (1841-1920), peintre ;
- Paul-Émile Mangeant (1858-1938), peintre ;
- Laurent Marqueste (1848-1920), sculpteur, inhumé aux côtés de son père Touchatout ;
- Maurice Martin du Gard (1896-1970), écrivain et journaliste ;
- Gabriel Monod (1844-1912), historien ;
- Robert de Montesquiou (1855-1921), poète ;
- Jacques Pélissier (1917-2008), haut-fonctionnaire ;
- Armand Renaud (1836-1895), poète ;
- Charles Rist (1874-1955), économiste ;
- Maurice Rocher (1918-1995), peintre ;
- Georges Saillard (1877-1967) acteur ;
- Touchatout (1835-1910), journaliste, inhumé aux côtés de son fils Laurent Marqueste ;
- Georges Truffaut (1872-1948), fondateur des Jardineries Truffaut ;
- Joseph-René Vilatte (1854-1929), ecclésiastique ;
- Eugène Weidmann (1908-1939, criminel allemand (division D) ;
- Edith Wharton (1862-1937), femme de lettres américaine ;
- Gabriel de Yturri (1864-1905), artiste argentin, secrétaire et compagnon de Robert de Montesquiou (inhumés ensemble).

## Illustrations

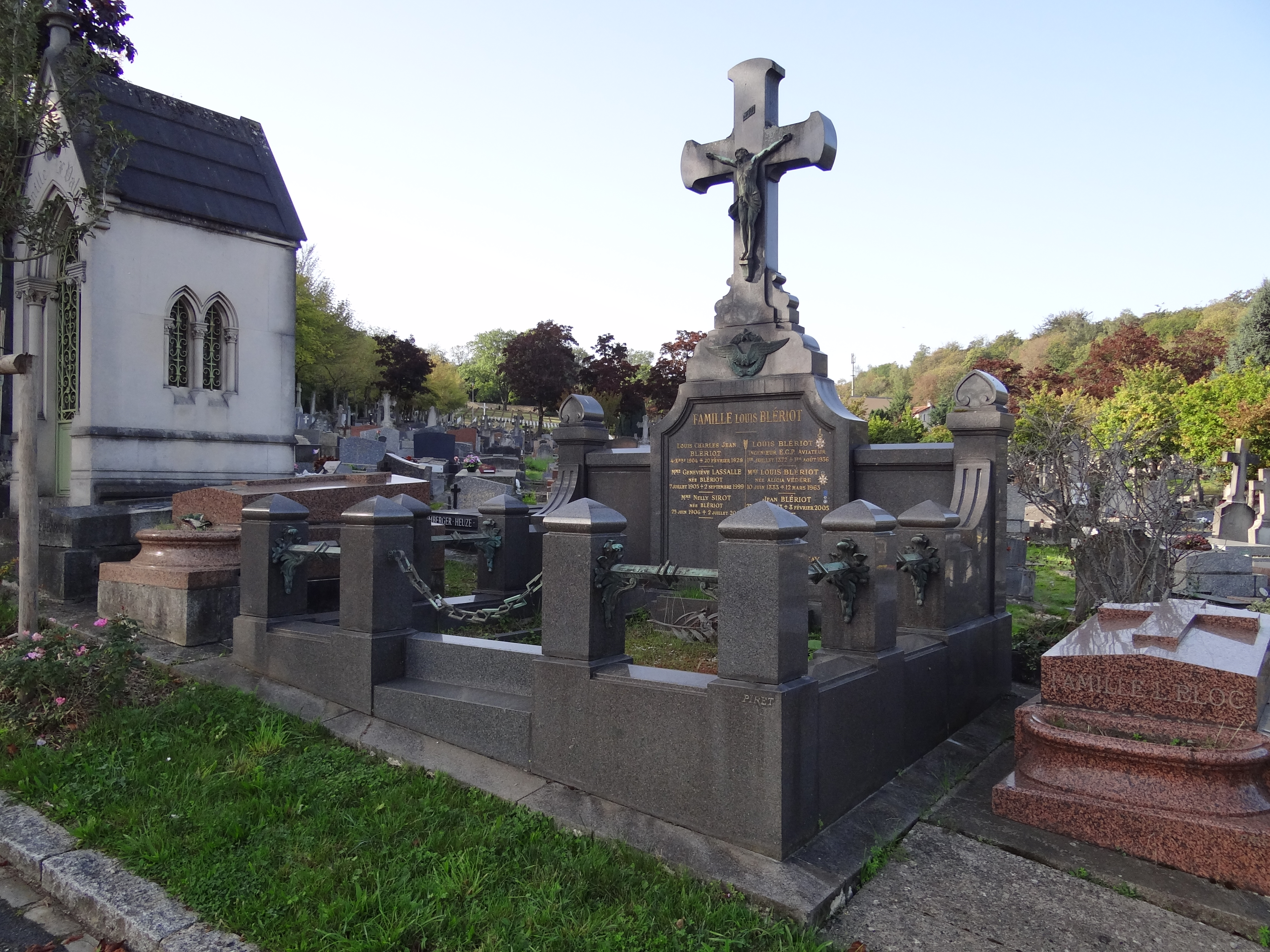
Tombe de Louis Blériot.
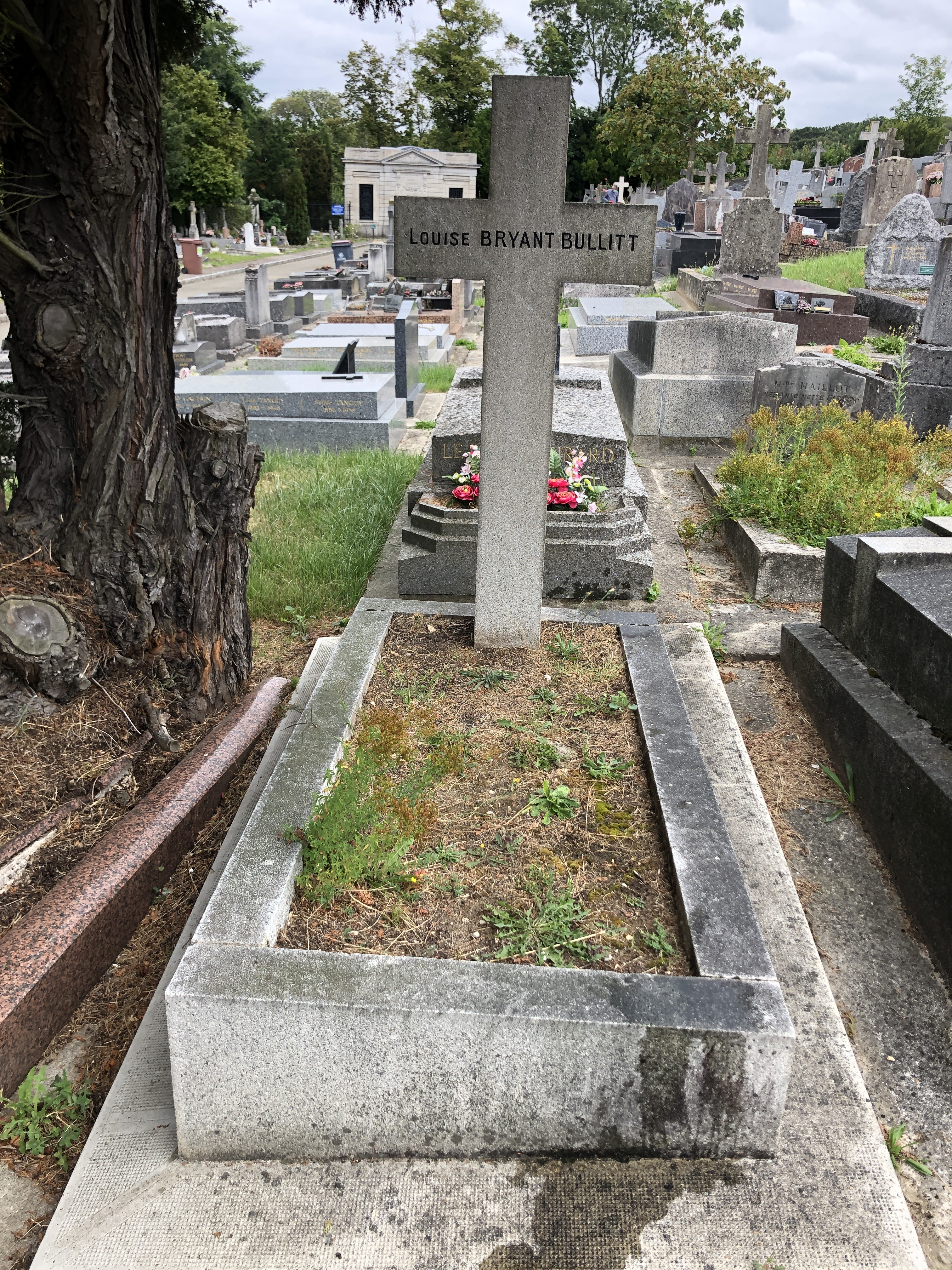
Tombe de Louise Bryant.
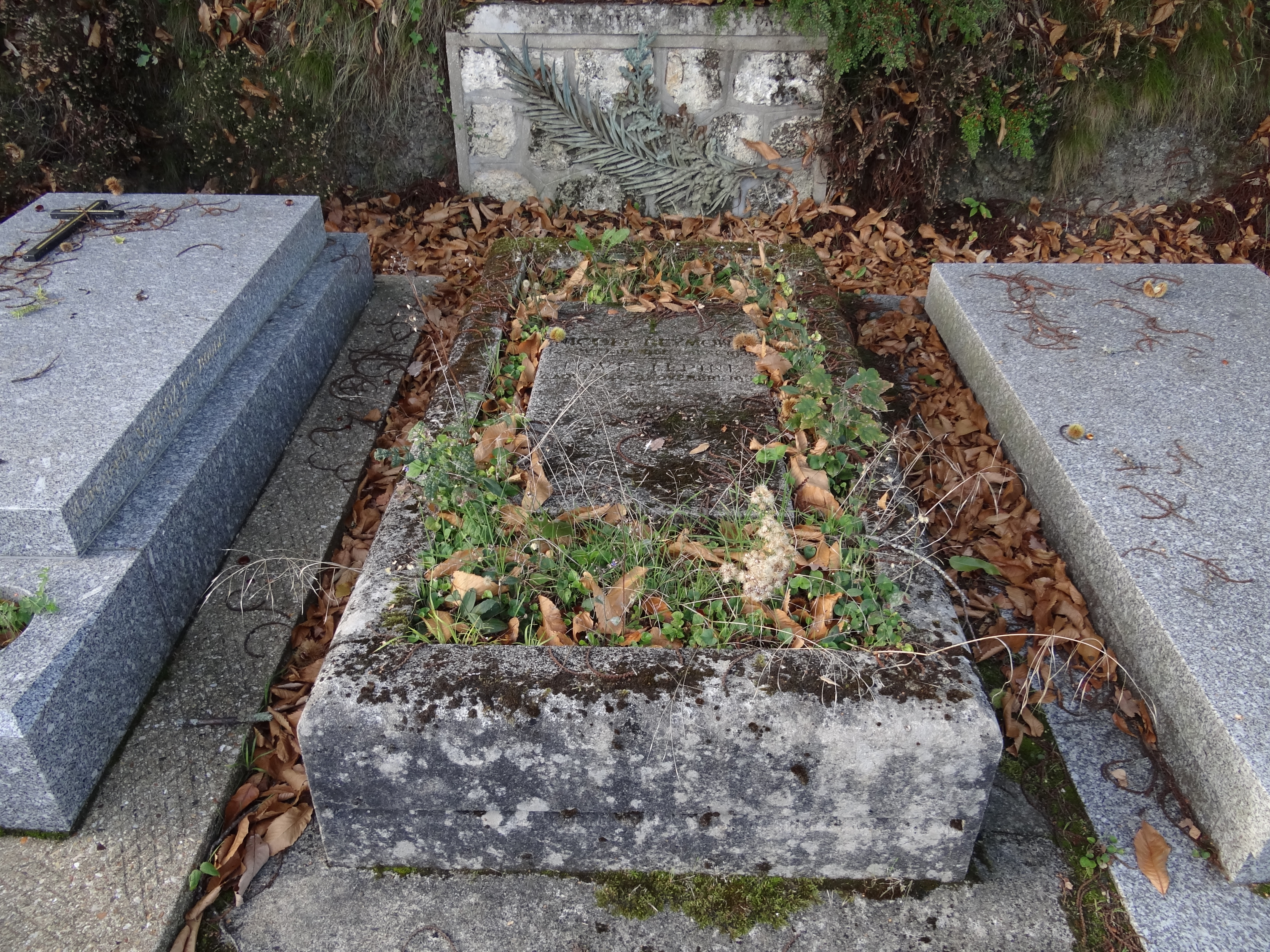
Tombe de Louis Lépine.
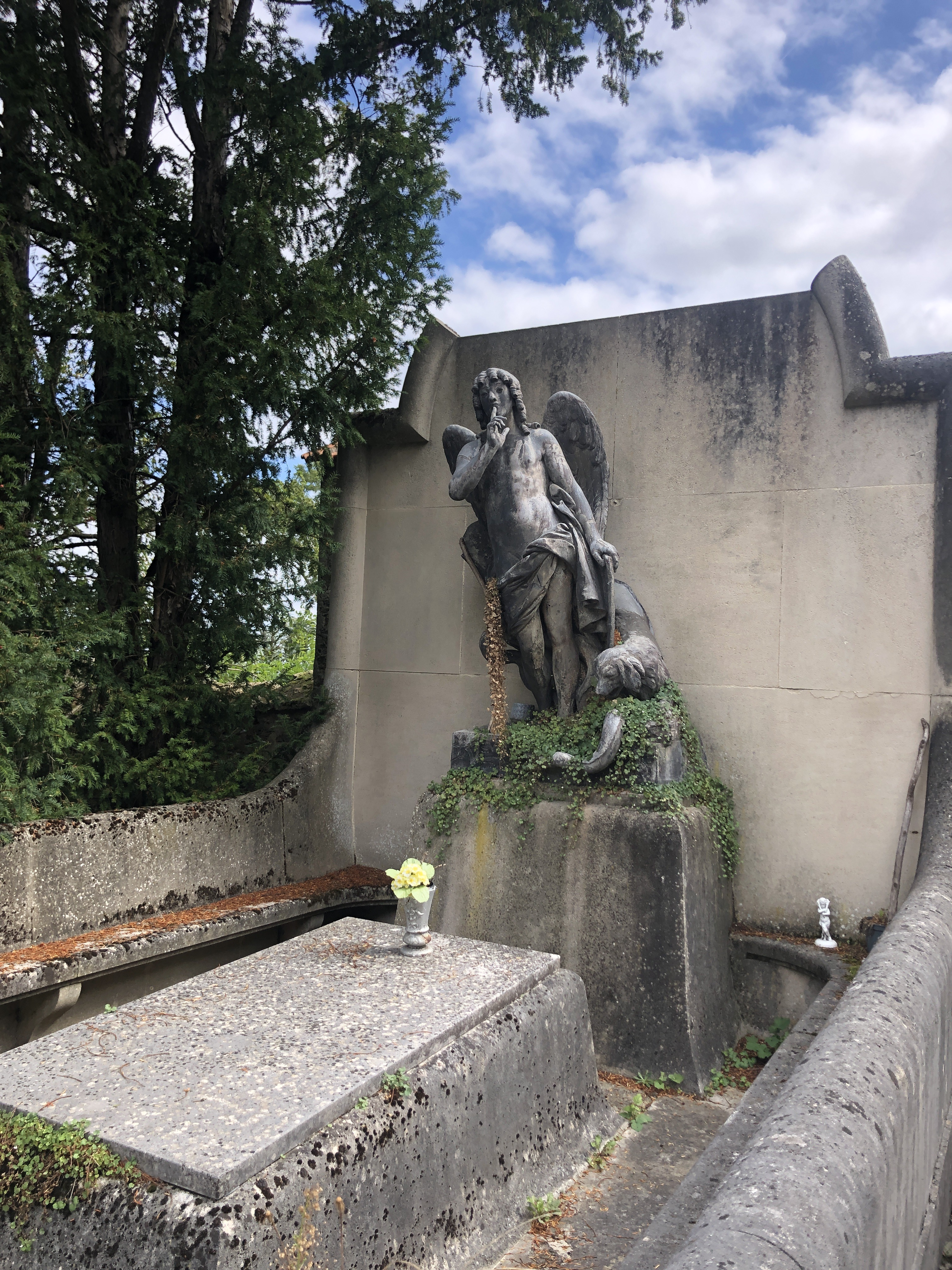
Sépulture du poète Robert de Montesquiou.
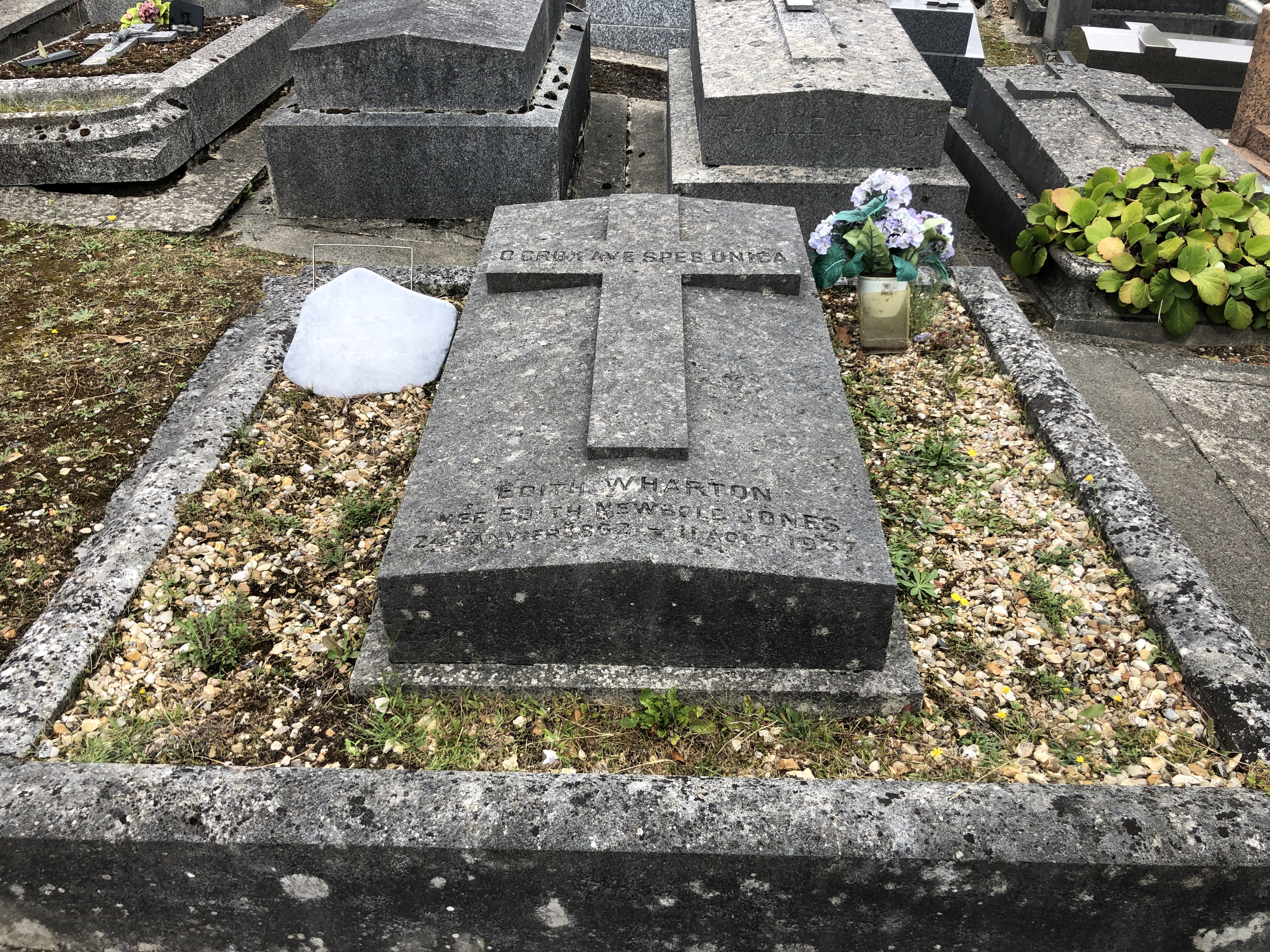
Sépulture d'Edith Wharton.
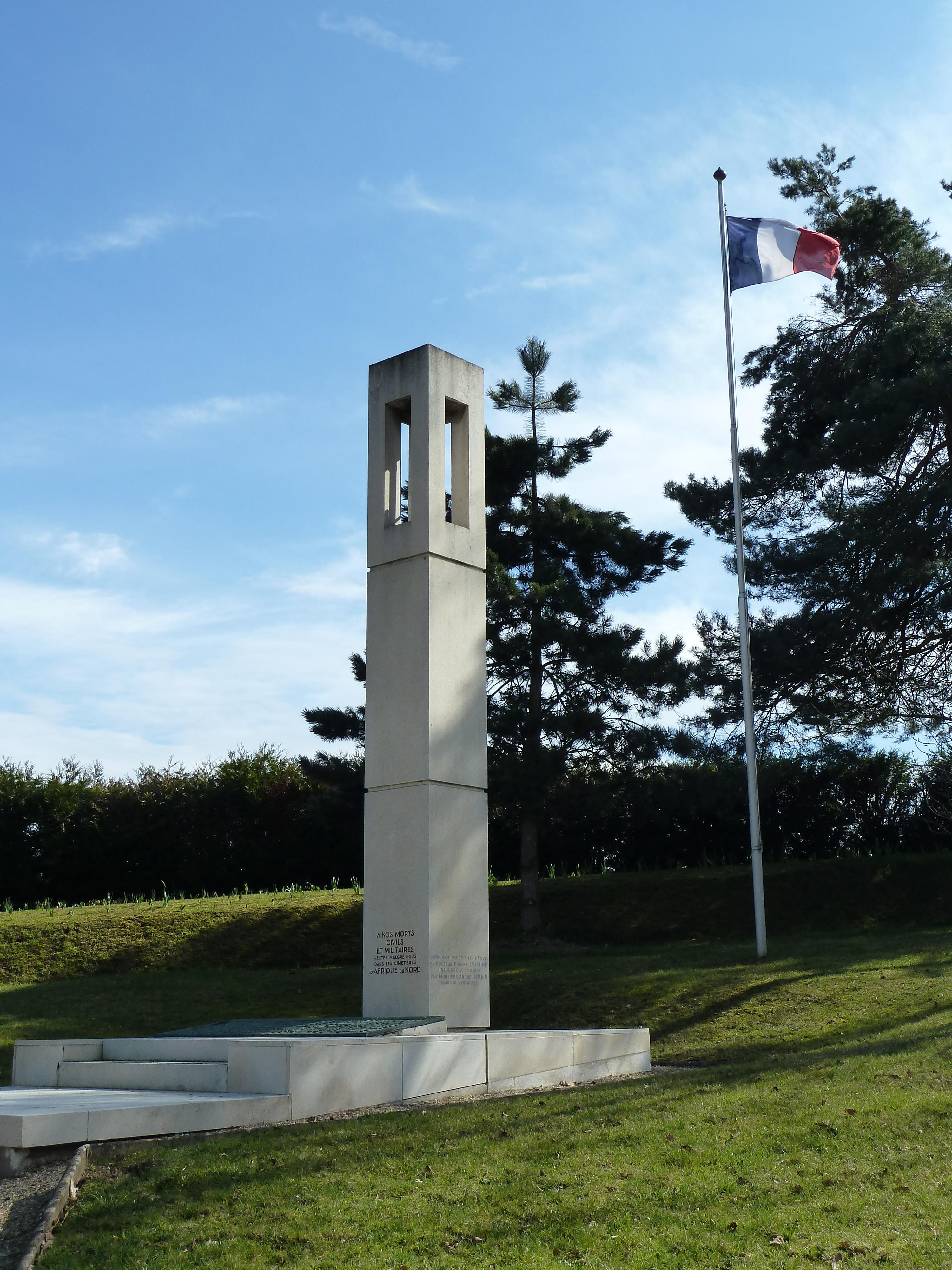
Monument des Français d'Afrique du Nord.
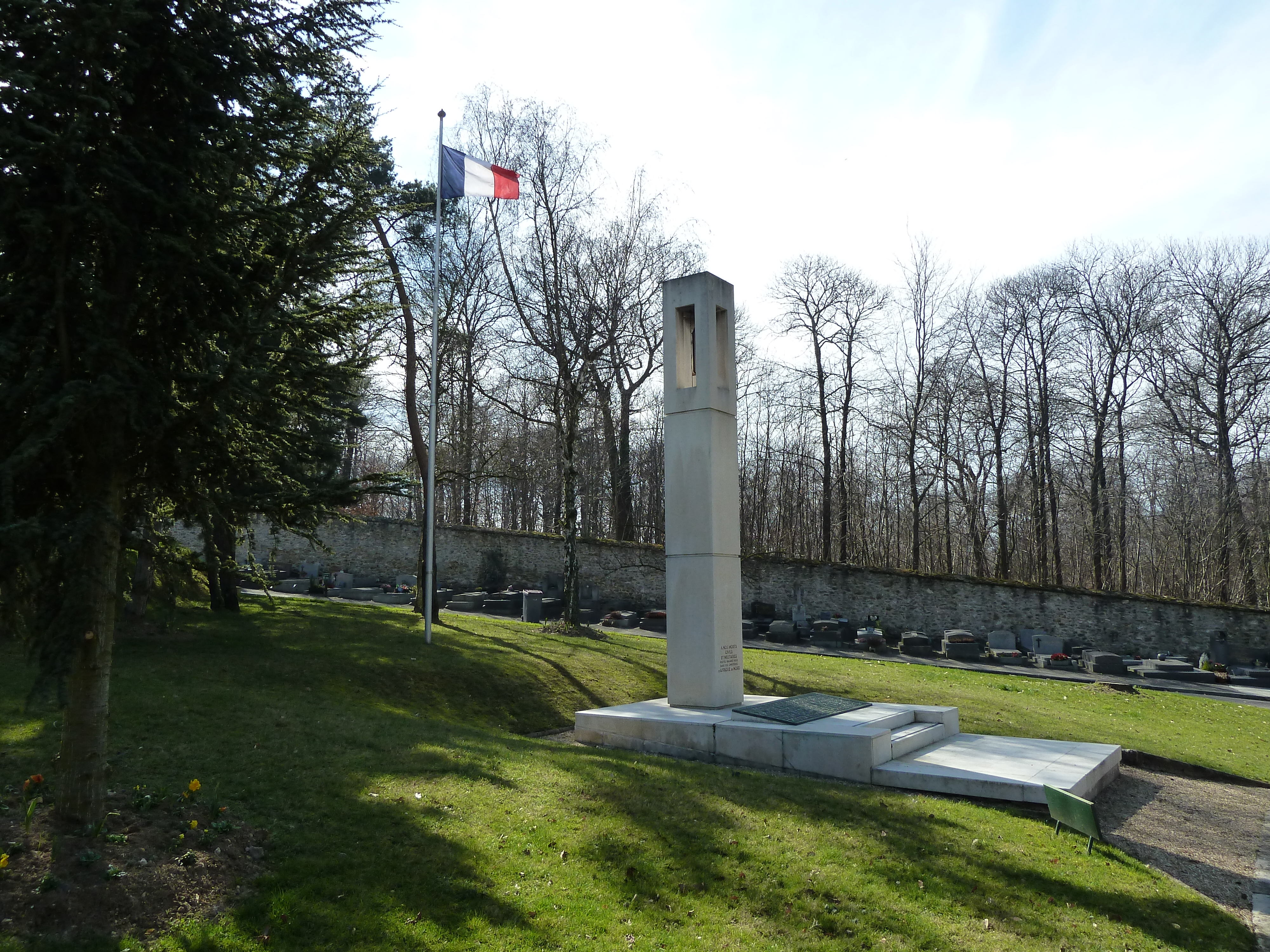
Monument des Français d'Afrique du Nord.
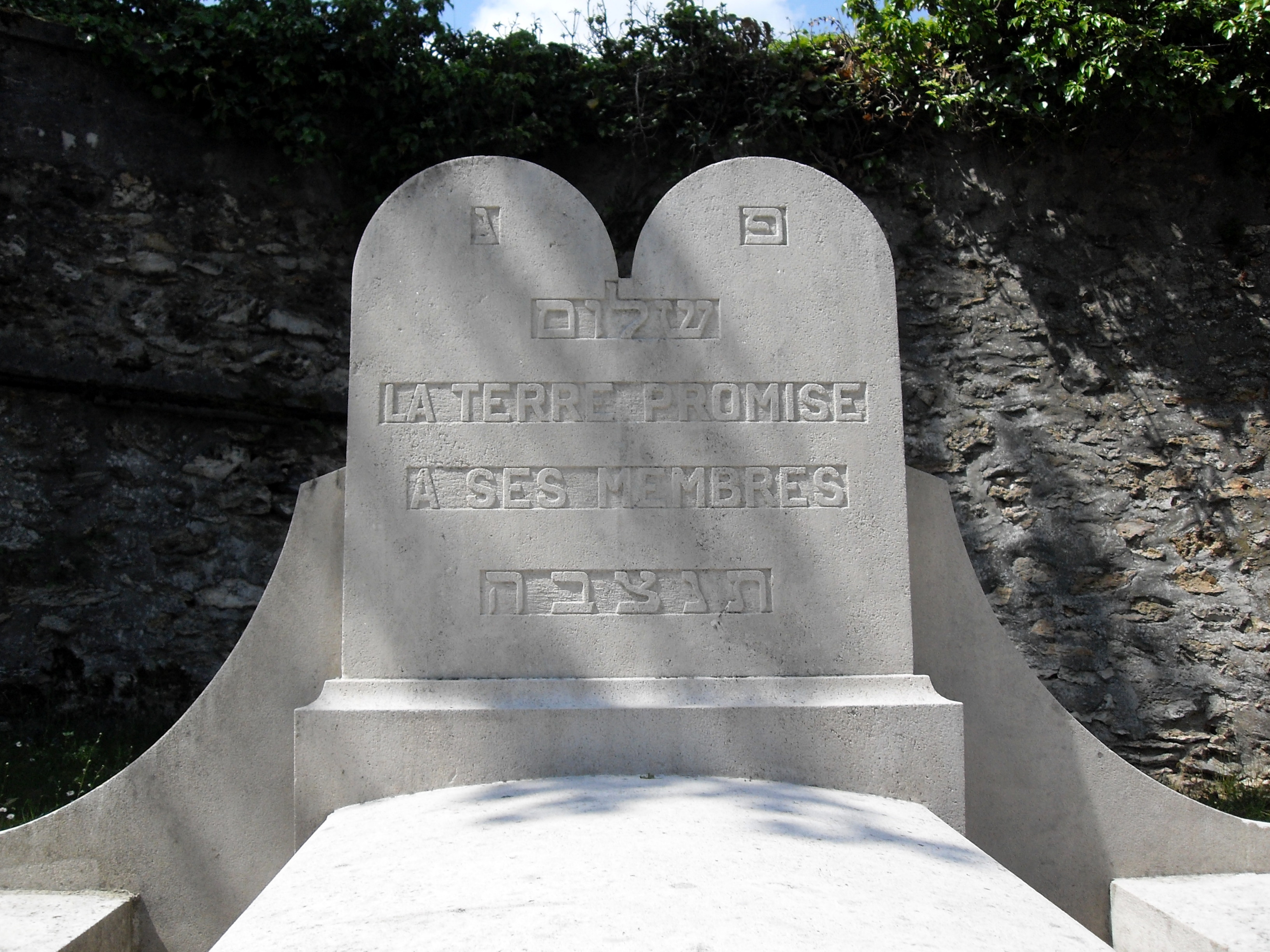
Tombe israélite au sein du carré juif.
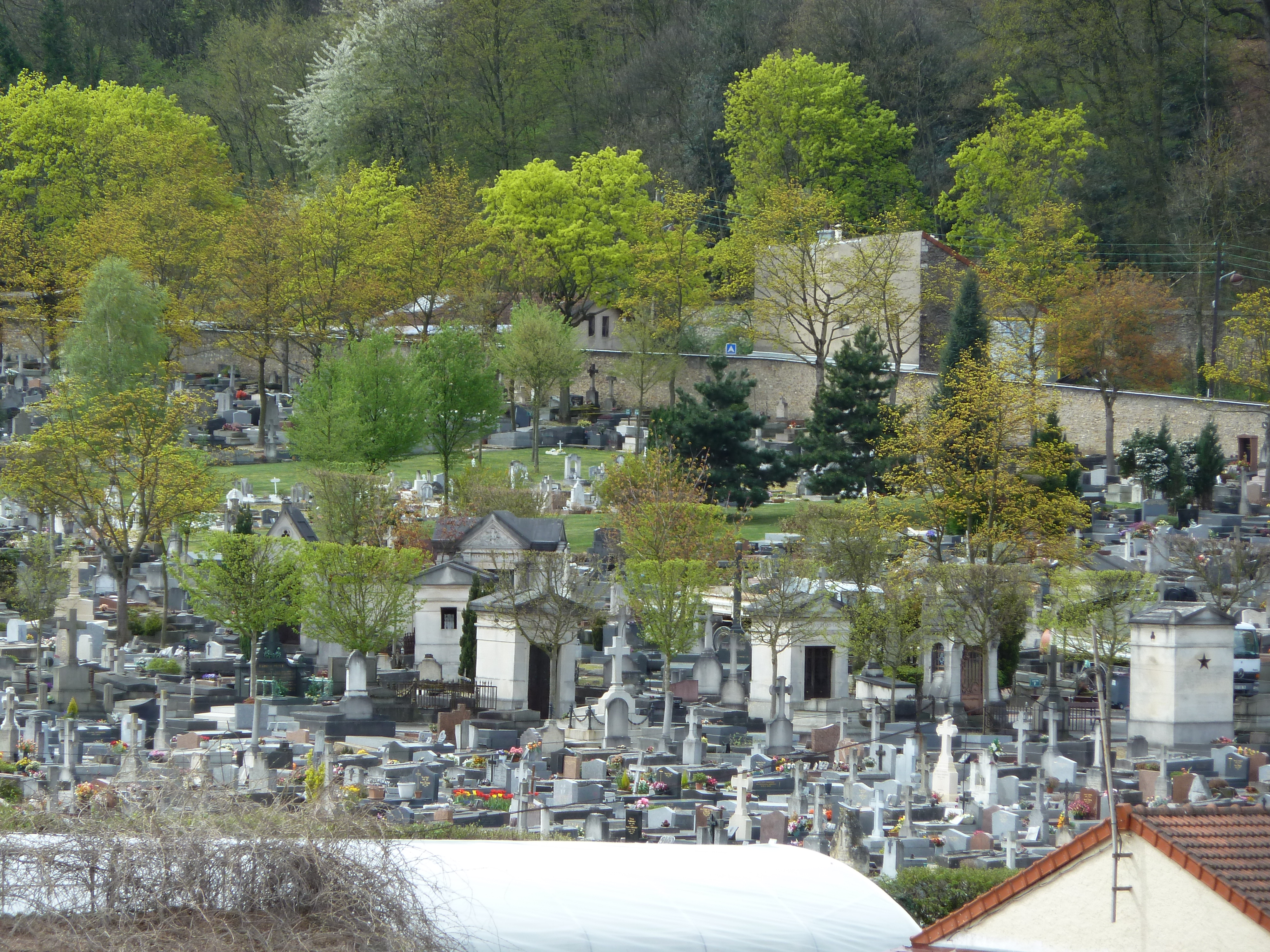
Vue générale.